# Pachyrhamma waitomoensis
Pachyrhamma waitomoensis är en insektsart som beskrevs av Richards, A.M. 1958. Pachyrhamma waitomoensis ingår i släktet Pachyrhamma och familjen grottvårtbitare. Inga underarter finns listade i Catalogue of Life.